# 希望の轍
「希望の轍」（きぼうのわだち）は、サザンオールスターズの楽曲。1990年（平成2年）9月1日に発売された映画『稲村ジェーン』のサウンド・トラック『稲村ジェーン』の2曲目に収録されている。作詞・作曲は桑田佳祐、編曲は桑田佳祐&小林武史が担当。
1998年5月22日、2008年12月3日にCDとして再発売されている。2014年12月17日からはダウンロード配信、2019年12月20日からはストリーミング配信が開始されている。
現在は公式サイトでサザンオールスターズの楽曲として扱われているが、名義等に関しては後述とする。

## 背景
1990年に公開された桑田の監督映画『稲村ジェーン』のサウンドトラックアルバム『稲村ジェーン』に収録された楽曲。アルバム自体はサザンオールスターズ名義での既発表曲も収録されているが、本楽曲に関しては「稲村オーケストラ」としてアーティスト名が表記されているように、サザンオールスターズのメンバーでレコーディングに参加しているのは桑田のみである。レコーディングこそ桑田以外のサザンのメンバーは参加していないが、サザンのライブで披露する際には原由子がイントロのピアノを担当している。
桑田のソロライブでも披露されており、2007年の桑田のソロコンサートツアー『呼び捨てでも構いません!!「よっ、桑田佳祐」SHOW』の横浜アリーナ最終公演では、アンコールで「祭りのあと」が演奏され、サポートメンバーが退場した後に桑田1人が残りギター1本でこの曲が演奏された。『MUSICMAN』に収録されている「それ行けベイビー!!」は、この時の演奏法を参考にしている。東日本大震災から一週間が過ぎた2011年3月19日に放送された自身のラジオ番組『桑田佳祐のやさしい夜遊び』（TOKYO FM）ではギター弾き語りで本楽曲を歌い、番組の最後に「日本の国民のみなさんは素敵で優しい人たちだと思う。この国に生まれて良かったなと思います」「今この時こそみんなの力を信じる」と発言して被災者を励ました。同年のソロライブ『宮城ライブ 〜明日へのマーチ!!〜』のアンコール最終曲としても演奏されており、桑田の呼びかけで会場全員が合唱した。また、同年の『桑田佳祐ライブin神戸&横浜〜年忘れ!!みんなで元気になろうぜ!!の会〜』では、最終日の横浜アリーナ公演で、2007年同様に桑田1人でこの曲が演奏された。
2018年の大晦日に放送された『第69回NHK紅白歌合戦』ではサザンとして特別枠で出場し、大トリとして「勝手にシンドバッド」と共に披露された。
ライブでこの曲を歌う際、テンポが速くなる。また2番の「Baby love」をシャウトさせて歌う。
1999年に行われたツアー「Se O no Luja na Quites」では本来の歌詞の後に歌詞が追加された。

## メディア・公共交通機関・イベントでの使用

### タイアップとしての使用
- 映画『稲村ジェーン』挿入歌[17]。
- フジテレビ系列『めざましテレビ』ワールドキャラバン テーマソング[18]。
- フジテレビ系列『FNS27時間テレビ15・FNS ALLSTARS 27時間笑いの夢列島』テーマソング[18][注 1]。
- フジテレビ系月9ドラマ『僕だけのマドンナ』挿入歌[18][注 2]。
- ユニクロ「Life Wear/パラシュートパンツ うれしいことがあると篇」CMソング[19]

### JR茅ケ崎駅の発車メロディ
2000年に、茅ヶ崎市当局や茅ヶ崎市民の尽力もあって、サザンオールスターズの『茅ヶ崎ライブ』が実現したこともあり、JR茅ケ崎駅の発車メロディにサザンオールスターズの曲を導入しようという動きが、茅ヶ崎市民の中で浮上した。地元商工会議所が実施したアンケートでは導入希望曲として、「希望の轍」に最も票が集まる結果となり、この結果を以て、商工会議所は正式にJR東日本に要望を出したが、当時のJR東日本はこの要望を却下した。
その後、再びサザンオールスターズの曲を茅ケ崎駅の発車メロディに導入する動きが2014年に再燃。茅ヶ崎商工会議所青年部の署名活動で集められた、1万件を超える署名とアンケートが2014年9月にJR東日本に提出され、これを請けて2014年10月1日より茅ケ崎駅東海道線ホームの発車メロディに採用された。
このバージョンは2023年の茅ヶ崎ライブに伴って臨時運行された「特急えぼし号」の茅ヶ崎発着時の車内放送前の案内メロディにも使われた。

### ツール・ド・東北 2023
2023年9月16日・17日に開催を予定している自転車イベント『ツール・ド・東北 2023』のイメージソングに起用されることが同年7月13日に発表された。これは「輝かしい未来に向かっていく現在の東北の姿や、前へ前へと進み続ける自転車イベントのイメージにマッチする」という考えから、「記念すべき10回目の大会を彩ってくれる曲」として使われることになったという。

## 評価
ファンからの人気が高く、2008年のライブ『真夏の大感謝祭』でファンを対象に投票を募ったリクエストランキングで2位になっている。

## エピソード
サビの歌詞中に登場する「エボシライン」は茅ヶ崎市の烏帽子岩を望む国道134号を指しているといわれる。
漫画家の臼井儀人はサザンのファンであり、漫画『クレヨンしんちゃん』内で一部ながら本楽曲の歌詞を載せた回が存在する。
ゴールデンボンバーの楽曲「TSUNAMIのジョニー」は「TSUNAMI」と桑田がソロで発売した「波乗りジョニー」の曲調や歌詞が元ネタとなっているが、イントロは本楽曲をパロディ化している。
桑田は監督業もあり多忙で仮に小林がデモを作成することがあった。この曲のイントロも、さらにダビングするつもりで仮にピアノのみで制作し桑田に提示したところ、｢これでいいじゃん｣となり採用となった。

## 参加ミュージシャン
（オリジナルの記載に従う）
- 桑田佳祐:Vocals
- 小倉博和:Guitars
- 小林武史:Keyboards
- 原田末秋:Guitar

## 収録アルバム
| 曲名     | 作品名                          | 備考                         |
| -------- | ------------------------------- | ---------------------------- |
| 希望の轍 | 稲村ジェーン                    |                              |
| 希望の轍 | HAPPY!                          | 数量限定のため、現在は廃盤。 |
| 希望の轍 | 海のYeah!!                      |                              |
| 希望の轍 | バラッド3 〜the album of LOVE〜 |                              |

## ライブ映像作品
| 曲名     | 作品名                                                                                                  | 備考 |
| -------- | --- | --- |
| 希望の轍 | 歌う日本シリーズ 1992〜1993 LIVE at YOKOHAMA ARENA 29th Dec.1992                                        | |
| 希望の轍 | ホタル・カリフォルニア                                                                                  | |
| 希望の轍 | 平和の琉歌 〜Stadium Tour 1996 "ザ・ガールズ万座ビーチ" in 沖縄〜                                       | DVD版のエクストラメニュー「Stadium Tour 1996 "ザ・ガールズ万座ビーチ"」に一部のみ収録。                                                                       |
| 希望の轍 | 1998 スーパーライブ in 渚園                                                                             | |
| 希望の轍 | SUMMER LIVE 2003「流石だスペシャルボックス」胸いっぱいの “LIVE in 沖縄” & 愛と情熱の “真夏ツアー完全版” | |
| 希望の轍 | FILM KILLER STREET (Director's Cut) & LIVE at TOKYO DOME                                                | |
| 希望の轍 | ap bank fes '06                                                                                         | 桑田とBank Bandによるセッション。 |
| 希望の轍 | 桑田さんのお仕事 07/08 〜魅惑のAVマリアージュ〜                                                         | 桑田佳祐ソロ名義の作品。エレキギターの弾き語りでの歌唱。 |
| 希望の轍 | 真夏の大感謝祭 LIVE                                                                                     | |
| 希望の轍 | 桑田佳祐の音楽寅さん 〜MUSIC TIGER〜 あいなめBOX                                                        | 桑田佳祐ソロ名義の作品。DISC 5「♯19 桑田佳祐&SUPER MUSIC TIGERS 野外ライブ In 山中湖」及び特典映像DISC「サザンオールスターズ SPECIAL LIVE IN 建長寺」に収録。 |
| 希望の轍 | 宮城ライブ 〜明日へのマーチ!!〜                                                                         | 桑田佳祐ソロ名義の作品。 |
| 希望の轍 | SUPER SUMMER LIVE 2013 「灼熱のマンピー!! G★スポット解禁!!」 胸熱完全版                                 | |
| 希望の轍 | LIVE TOUR 2019 “キミは見てくれが悪いんだから、アホ丸出しでマイクを握ってろ!!” だと!? ふざけるな!!       | 同名のツアーを収録した共通盤及び『ROCK IN JAPAN FESTIVAL 2018』での歌唱シーンを収録した完全生産限定盤のボーナスディスクに収録。                               |
| 希望の轍 | 茅ヶ崎ライブ2023                                                                                        | |
| 希望の轍 | THANK YOU SO MUCH                                                                                       | 完全生産限定盤のスペシャルディスクに収録。『ROCK IN JAPAN FESTIVAL 2024 in HITACHINAKA』での歌唱シーン。                                                      |

## カバー
- ザ・ベンチャーズ 『プレイズ・サザンオールスターズ~TSUNAMI』（2001年5月16日）
  - 9.
- V.R.『BIG SHOT〜Japanese Authentic Ska & Rock Steady Bands Convention』 （2003年2月19日）
  - 1.Big Shot All Stars 「希望の轍」
- BEAT CRUSADERS『MUSICRUSADERS』（2005年9月7日）
  - 17.
- 中村あゆみ『VOICE II』（2009年6月24日） 
  - 6.
- 加山雄三『若大将・湘南FOREVER』（2012年1月11日）
  - 8.